# Xã Hulbert, Michigan
Xã Hulbert (tiếng Anh: Hulbert Township) là một xã thuộc quận Chippewa, tiểu bang Michigan, Hoa Kỳ. Năm 2010, dân số của xã này là 168 người.